# Arrondissement Montdidier
Arrondissement Montdidier (fr. Arrondissement de Montdidier) je správní územní jednotka ležící v departementu Somme a regionu Hauts-de-France ve Francii. Člení se dále na čtyři kantony a 132 obce.

## Kantony
- Ailly-sur-Noye
- Montdidier
- Moreuil
- Rosières-en-Santerre
- Roye